# Acacia suffrutescens
Acacia suffrutescens é uma espécie de leguminosa do gênero Acacia, pertencente à família Fabaceae.